# Genovese (sugo)
Il sugo alla genovese o "la Genovese" è un condimento bianco a base di cipolle e carne di manzo, tipico della cucina napoletana.
Viene tipicamente utilizzato per condire la pasta, tradizionalmente i maccheroni della zita  (ziti spezzati a mano, la tradizione vuole che da una candela di pasta si ricavino quattro ziti) o le mezzane.

## Storia
Molte sono le ipotesi sull'origine di questa pietanza; le meno plausibili sono quelle che la vogliono originaria di Genova o chi riferisce di anonimi cuochi genovesi che operavano nel porto della città partenopea tra il XIV ed il XV secolo, benché la pietanza sia completamente sconosciuta in quella città. La ricetta potrebbe anche riferirsi al nome del suo inventore, poiché Genovesi è un cognome alquanto diffuso in Campania. Una delle ipotesi più attendibili, anche se meno citata, vuole che il nome di questo sugo sia dovuto alla presenza in città nel periodo in cui si rilevano le sue prime tracce, di mercenari svizzeri, in particolare del cantone di Ginevra, la cui cucina faceva largo uso di cipolle. Il nome della salsa potrebbe quindi essere derivata dalla storpiatura delle parole ginevra, ginevrino o dal francese génevois.
Va sottolineato, infatti, come nel Liber de Coquina, uno dei primi ricettari dell'occidente latino, redatto a Napoli tra il XIII ed il XIV secolo, compaia uno stufato di cipolle con il pollo "o altra carne" ed il formaggio grattugiato, usata per condire la Tria Ianuensis (ossia, pasta genovese), che è anche il titolo della ricetta. Questo ne farebbe una delle più antiche salse per condire la pasta ancora in uso nella tradizione italiana. 
Per la tria genovese soffriggi delle cipolle con dell’olio e mettile in acqua bollente a cuocere e versavi delle spezie e colora e insaporisci come desideri, a questo puoi aggiungere formaggio grattato oppure tagliato a pezzi. E servile ogni volta che ti piace con capponi ed uova oppure con qualunque carne.»
La salsa Genovesi è tuttora sconosciuta oltre i confini della Campania e del Molise. L'uso delle cipolle nel sugo può riflettere un'influenza francese e ricorda il boeuf à la mode. Durante la metà del XIX secolo, nel ristorante Grand Véfour del Palais-Royal a Parigi veniva servito il "salmone in intingolo olandese e genovese" come piatto di lusso.
Il sugo alla Genovesi non deve essere confuso con la salsa genovese, un condimento di verdure per pesce – e neanche con la sauce génevoise del lago di Ginevra, ancora una volta servita con il pesce.

## Descrizione
Il sugo alla Genovese viene preparato facendo rosolare  la carne (un unico pezzo di "colarda" di manzo o di scottona, legato stretto con spago da cucina) nella giusta quantità di olio EVO con una o più cipolle, tagliate sottilmente, per almeno un paio di  ore, innaffiando, di tanto in tanto, la carne con del buon vino bianco secco, almeno un bicchiere e a temperatura ambiente. Girare, spesso, la carne con un cucchiaio di legno, finché la carne non risulterà coperta da un crosticina e le cipolle non si saranno del tutto trasformate in sugo color beige- marrone. La parte più interna del pezzo di carne, potrà risultare leggermente meno cotta; niente di grave, avrà, visivamente,  l'effetto " roast beef ". Non è prevista l'aggiunta di carote, pomodori et similia. Va bene con qualsiasi tipo di pasta capace di trattenere il sugo, sono preferibili le linguine. Quando la pasta è nel piatto, aggiungere, a piacimento, formaggio grana grattugiato.
Alcuni cuochi che curano, soprattutto, l'aspetto estetico hanno apportato diverse varianti, non disprezzabili, che, però, non  possono essere definite "carne alla Genovesi".